# خانه تاجر
منزل تاجر مربوط به دوره قاجار است و در شیراز، خیابان لطفعلی خان زند، پشت مدرسه خان واقع شده و این اثر در تاریخ ۱۱ دی ۱۳۸۰ با شمارهٔ ثبت ۴۵۱۹ به‌عنوان یکی از آثار ملی ایران به ثبت رسیده‌است.